# روز سرزمین

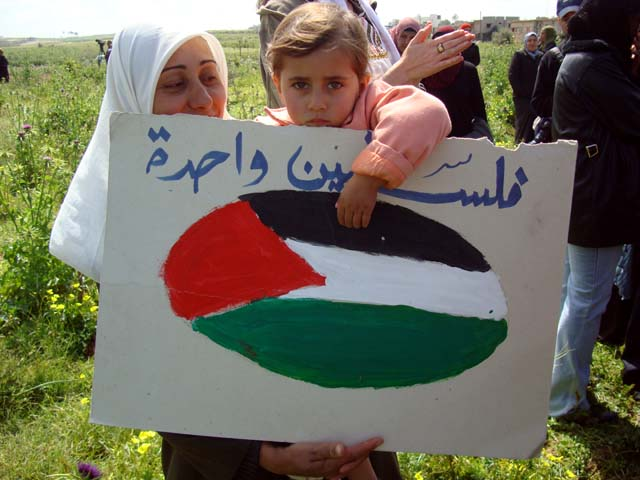

روز سرزمین (به عربی: یوم الأرض‎) مناسبتی در مبارزات فلسطینیان که هر ساله در روز ۳۰ مارس با برپایی تظاهرات و اعتصاب سراسری گرامی داشته می‌شود. این تظاهرات «تظاهرات بازگشت» نیز نامیده شده‌است. فلسطینیان در این روز به اعمال خشونت ، سیاست تبعیض نژادی، مصادره زمین‌ها و ویران‌سازی روستاها، راندن فلسطینیان از سرزمین خودشان و تجزیه آن به مجموعه‌های کوچک جدا از هم و… اعتراض می‌کنند. این مناسبت در سال ۱۹۷۶ و در روز قیام ملی فلسطینیان در سرزمین‌های اشغال شده بنیان نهاده شد. در ان روز اسراییل ۲۱ هزار کیلومتر مربع از زمین فلسطینیان را مصادره و به مهاجران واگذار کرد که قیام فلسطینیان را در پی داشت.

## سال ۲۰۱۸
اسراییل با حمله به تظاهرات فلسطینیان در سال ۲۰۱۸ ۱۷ تن را کشت و بیش از هزارو چهارصد نفر را زخمی کرد. روز سرزمین در سال ۲۰۱۸ و هم‌زمان با طرح دولت ترامپ برا ی انتقال سفارت اسراییل به بیت‌المقدس از اهمیت ویژه برخورد دار شد. کشورهای مختلف خشونت اسراییل را محکوم کردند.

### نشست شورای امنیت سازمان ملل
شورای امنیت سازمان ملل برای بررسی کشتار فلسطینیان توسط اسراییل تشکیل جلسه داد که با مخالفت آمریکا به نتیجه‌ای نرسید.

### واکنش‌ها
- جنبش انصارالله یمن در بیانیه‌ای اعلام کرد: «ملت فلسطین در راهپیمایی بازگشت ثابت کردند که قوی‌تر از همه توطئه‌هایی هستند که مسئله مقدس آن‌ها را هدف قرار داده‌است.»
- حزب‌الله لبنان در بیانیه‌ای ای اعلام کرد: «این راهپیمایی ناامیدی را وارد دل‌های دشمنان ملت فلسطین، همه خیانتکاران و توطئه‌چینان علیه مسئله فلسطین کرد. راهپیمایی بازگشت واکنش قاطع مردمی به طرح آمریکایی «معامله قرن» و نشان دهنده پایبندی ملت فلسطین به حقوق تاریخی و ملی خود است و با همه فداکاری‌ها و جان دادن‌ها امکان ندارد از هیچ‌یک از حقوق خود کوتاه بیایند.»
- جمعیت وفاق ملی اسلامی بحرین در بیانیه‌ای اعلام کرد: «الوفاق بر حق بازگشت ملت فلسطین تأکید کرده و از همه گزینه‌های این ملت در دفاع از سرزمین و مقدسات و تاریخ خود حمایت می‌کند.»